# Паананен, Юлиус
Юлиус Лео Джоонатан Паананен (фин. Julius Leo Joonatan Paananen; род. 26 ноября 2006, Оулу) — финский футболист, полузащитник клуба «Оулу».

## Клубная карьера
Паананен — воспитанник клубов ОрПа, ОТП и «Оулу». В 2023 году игрок был включён в заявку основной команды на сезон последних. 6 октября 2023 года в матче против «Ильвеса» он дебютировал в Вейккауслиге. 16 апреля 2025 года в поединке Кубка Финляндии против ПонПа Юлиус забил свой первый гол за «Оулу».